# Dubbellogaritmische weergave

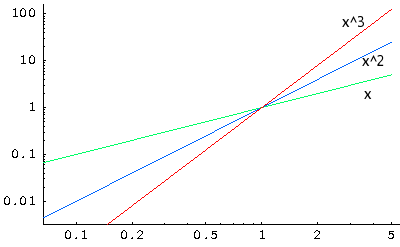
de grafieken van y=x (groen), y=x^{2}(blauw) en y=x^{3} (rood) in dubbellogaritmische weergave.

Bij een visuele voorstelling in een plat vlak van verzamelingen getallenparen (zoals een grafiek van een of meer functies of een puntenwolk) wordt soms een dubbellogaritmische weergave toegepast. Beide assen hebben dan een logaritmische schaalverdeling. Hierdoor kunnen met gelijke relatieve precisie heel grote en heel kleine waarden langs de assen worden weergegeven. Voor het nauwkeurig aflezen worden, in aanvulling op de schaalverdeling langs de assen,  eventueel horizontale en verticale lijnen getekend, zoals in de tweede afbeelding.
In de tegenwoordige tijd worden dergelijke grafieken en diagrammen meestal met behulp van een computer getekend. Bij het met de hand tekenen wordt vaak dubbellogaritmisch papier gebruikt, waarop de genoemde horizontale en verticale lijnen zijn voorgedrukt. Daardoor hoeven geen logaritmen te worden berekend bij het intekenen.
Een rechte lijn als dubbellogaritmische grafiek correspondeert met een machtsfunctie, dat wil zeggen een functie van de vorm {\displaystyle y=ax^{b}}. Immers {\displaystyle y=ax^{b}} correspondeert met {\displaystyle \log(y)=b\log(x)+\log(a)}.
Toepassing van dubbellogaritmisch papier maakt deel uit van de stof voor wiskunde-eindexamens op havo en vwo.

## Praktisch voorbeeld

Relatie tussen de omlooptijd en de halve grote as van de ellipsbaan om de Zon

De relatie tussen de afstand van een planeet tot de zon (nauwkeuriger: de halve lange as a van de ellipsbaan) en de tijd die het kost om rond de zon te draaien (omlooptijd), wordt gegeven door:
{\displaystyle T=2\pi {\sqrt {\frac {a^{3}}{GM}}}}
waar {\displaystyle G} de universele zwaartekrachtconstante is en {\displaystyle M} de massa van de zon. 
Een plot van {\displaystyle \log _{10}T} tegen {\displaystyle \log _{10}a} is hiernaast gegeven.
Omdat de helling van de grafiek {\displaystyle {\frac {3}{2}}} is, volgt daaruit dat
{\displaystyle T\propto a^{\frac {3}{2}}}.